# Klara Schreyer
Klara Schreyer (* 27. März 1936 in Bremen) ist eine deutsche Politikerin (CDU) und war von 1995 bis 2003 Mitglied der Bremischen Bürgerschaft.

## Biografie

### Ausbildung und Beruf
Schreyer besuchte die Mittelschule und die kaufmännische Berufsschule, welche sie mit dem Abschluss zur Einzelhandelskauffrau verließ. Nach dem einjährigen Besuch einer Textilfachschule war sie zehn Jahre im erlernten Beruf als Einzelhandelskauffrau tätig und dabei vier Jahre lang Abteilungsleiterin. 1992 wurde sie nach einer Familienpause wieder beruflich aktiv und arbeitete als selbstständige Textilkauffrau.

### Politik
Schreyer wurde 1988 Mitglied der CDU. Sie war stellvertretende Vorsitzende im Kreisverband Bremen-Stadt, Mitglied im Landesvorstand sowie stellvertretende Vorsitzende des Stadtbezirksverbandes Bremen-West. Sie war Mitglied des Beirates Findorff beim Ortsamt West und dort Sprecherin des Sozialausschusses. Von 1995 bis 2003 war sie Mitglied der Bremischen Bürgerschaft.